# Wertykalizm

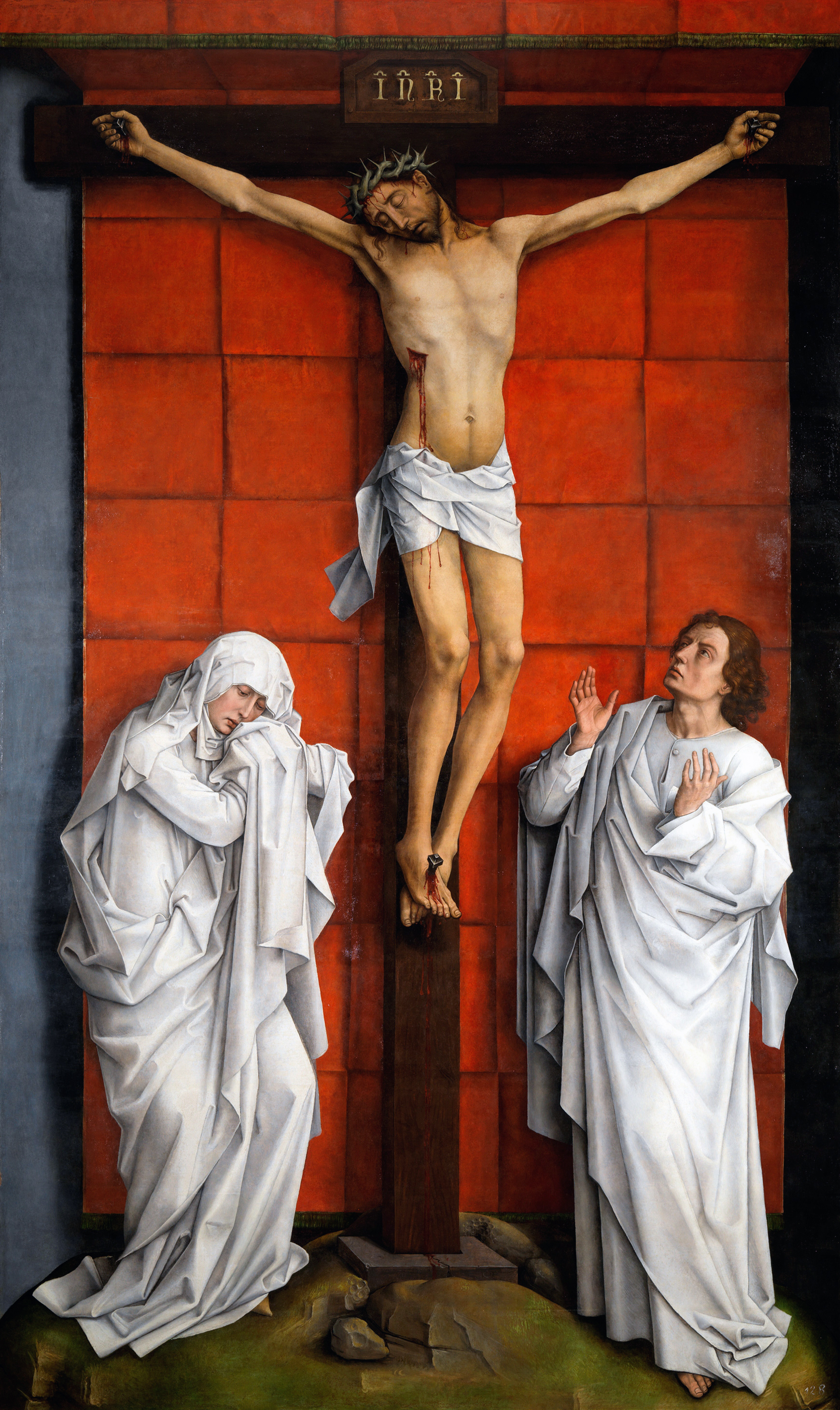
Kompozycja wertykalna: Rogier van der Weyden, Chrystus na krzyżu z Maryją i św. Janem (ok. 1460)

Wertykalizm (łac. verticalis „pionowy”) – zasada kompozycyjna dzieła sztuki, która polega na podkreślaniu kierunków pionowych. Stanowi przeciwieństwo horyzontalizmu. Wertykalizm był szczególnie popularny w czasach późnego średniowiecza (architektura gotycka).